# Villanueva de las Torres
Villanueva de las Torres település Spanyolországban, Granada tartományban. Villanueva de las Torres Dehesas de Guadix, Gorafe, Guadix, Fonelas és Pedro Martínez községekkel határos. Lakosainak száma 519 fő (2024).

## Népesség
A település népessége az elmúlt években az alábbi módon változott:
| Lakosok száma | 877  | 786  | 778  | 733  | 699  | 677  | 650  | 582  | 561  | 519  |
|               | 2001 | 2004 | 2006 | 2009 | 2011 | 2014 | 2016 | 2019 | 2021 | 2024 |